# Thalamita bevisi
Thalamita bevisi is een krabbensoort uit de familie van de Portunidae. De wetenschappelijke naam van de soort is voor het eerst geldig gepubliceerd in 1921 door Stebbing.